# 抱犊崮
抱犊崮，归属枣庄市山亭区，位于山东省枣庄市山亭区西南25公里处，高584米，为鲁南群山最高峰。汉代叫“楼山”，魏晋称“仙台山”，直至唐宋时才称“抱犊崮”。，现建有抱犊崮国家森林公园。1923年，孙美瑶临城劫车案是将旅客全部劫往抱犊崮。